# Debesławce
Debesławce (ukr. Дебеславці) – wieś na Ukrainie, w  obwodzie iwanofrankiwskim, w rejonie kołomyjskim.
W II Rzeczypospolitej miejscowość w powiecie kołomyjskim województwa stanisławowskiego. W lutym 1944 nacjonaliści ukraińscy z OUN-UPA zamordowali tutaj 15 Polaków.

## Zabytki
- we wsi istniał  zamek[3]